# Mont Grammondo
Mont Grammondo lub Grandmont – szczyt w Prealpach Nicejskich, części Alp Zachodnich. Leży na granicy między Francją (region Prowansja-Alpy-Lazurowe Wybrzeże) a Włochami (region Liguria).